# Luizinho (voleibolista)
Luiz Araújo Zech Coelho (Belo Horizonte, 12 de março de 1985) é um ex-voleibolista indoor brasileiro, com marca de alcance de 330 cm no ataque e 310 cm no bloqueio, e que atuando na posição de Levantador,  serviu as categorias de base da  Seleção Brasileira sendo medalhista de ouro no Campeonato Sul-Americano Infanto-Juvenil de 2002 na Colômbia e nesta mesma categoria foi medalhista de ouro no Campeonato Mundial realizado na Tailândia em 2003.Serviu a Seleção Brasileira de Novos em 2006 e a principal em 2007. Foi campeão do Campeonato Sul-Americano Juvenil de 2004 no Chile e alcançou também a medalha de prata no Campeonato Mundial Juvenil de 2005 na Índia.Em clubes foi semifinalista na edição do Campeonato Sul-Americano de Clubes de 2009 no Brasil.

## Carreira
Ele é filho do ex-voleibolista Luiz Eymard, sobrinho do ex-levantador  Hélder, também é sobrinho do ex-atleta  Sérgio Bruno Zech Coelho,  ex-presidente do Minas Tênis Clube,  e primo do central Henrique Randow, todos com passagens pela Seleção Brasileira, manteve a tradição familiar com a prática do voleibol.Com apenas 9 anos de idade iniciou sua trajetória na modalidade na escolinha do Fiat/Minas.
No ano de 2002 sagrou-se campeão pelo Telemig Celular/Minas do Campeonato Mineiro Infanto-Juvenil.Neste mesmo ano foi convocado para Seleção Brasileira e disputou a edição do Campeonato Sul-Americano Infanto-Juvenil  realizado na cidade de  Santiago, Chile e conquistou a medalha de ouro e premiado como o Melhor Levantador do campeonato.
Recebeu nova convocação para representar o país na categoria infanto-juvenil, representando a Seleção Brasileira na conquista da medalha de ouro no Campeonato Mundial de 2003 em Suphan Buri,Tailândia, na época foi o camisa#3 e nas estatísticas da edição foi o décimo primeiro entre os melhores levantadores.
Pelo Telemig Celular/Minas conquistou o título do Campeonato Mineiro de 2003 e representando o Minas Tênis Náutico Clube disputou e conquistou o vice-campeonato da Liga Nacional de Voleibol de 2004.Representou a Seleção Mineira no Campeonato Brasileiro de Seleções Estaduais de 2004, na categoria juvenil da Divisão Especial, realizado na cidade de Saquarema, ocasião que conquistou o vice-campeonato.
Em 2004 também defendeu a Seleção Brasileira, desta vez na categoria juvenil, e fez parte da equipe que conquistou o ouro no Campeonato Sul-Americano sediado em Santiago, Chile,.
Atuou pelo elenco adulto do Telemig Celular/Minas alcançou o bronze na Supercopa Mercosul (III Copa Bento Gonçalves) e também no Grand Prix de Clubes (Copa Unisul 40 anos)  e foi vice-campeão da Superliga Brasileira A 2004-05, registrando na ocasião sete pontos, sendo quatro de ataques, 1 de bloqueio e 2 de saques.
No ano de 2005 foi convocado como juvenil pelo técnico Marcos Lerbach,  para Seleção Brasileira, e por esta disputou a Copa Internacional Banco do Brasil de Vôlei Masculino em preparação do mundial da categoria na Índia. Nesta copa participaram  Alemanha, Holanda e a seleção de São Carlos em substituição de última hora da equipe da Índia.
Pela seleção disputou o Campeonato Mundial Juvenil de 2005 em  Visakhapatnam , sob o comando do técnico Marcos Lerbach edição na qual avançou a grande final e  conquistou a  medalha de prata, ocasião que vestiu a camisa#3, finalizando na oitava posição entre os melhores no fundamento de levantamento e na décima segunda entre os sacadores.
Com contrato renovado com o Telemig Celular/Minas conquistou o título do Campeonato Mineiro de 2005 e também  do  Campeonato Paulista, neste último torneio foi devido a parceria do  seu clube com E.C.Pinheiros , com alcunha Pinheiros/Telemig/Ferraz ;além da conquista do vice-campeonato dos Jogos Abertos do Interior de 2005, em São Bernardo do Campo.Também defendeu este clube na Superliga Brasileira A 2005-06 conquistando o vice-campeonato.
Em 2006 foi convocado pelo técnico Bernardo Rezende para a Seleção Brasileira de Novos para uma série de amistosos pela Europa e amistosos na Argentina e no Brasil.
Na jornada 2006-07sagrou-se mais uma vez campeão do Campeonato Mineiro de 2006 e por sua vez representando o E.C.Pinheiros no Campeonato Paulista de 2006 conquistou o bicampeonato consecutivo da competição e na  Superliga Brasileira A 2006-07 conquistou o título da competição.
Em 2007 foi convocado pelo técnico Bernardo Rezende para seleção principal para os treinamentos em preparação para as competições da temporada.Na jornada 2007-08 conquistou pela A.S. E. Sada/Betim  o ouro nos Jogos do Interior de Minas (Minas Olímpica Jimi) de 2007 e disputou a Superliga Brasileira A 2007-08 finalizando na quinta colocação.
Na jornada 2008-09 atuou pelo Santander/São Bernardo e  conquistou o título do Jogos Regionais de 2008, por este clube foi eliminado na semifinal finalizando com o bronze; já na Superliga Brasileira A encerrou na quarta colocação.
Retornou no período seguinte para o Vivo/Minas e disputou o Campeonato Sul-Americano de Clubes de 2009, sediado em Florianópolis, no Brasil finalizando na quarta posição, foi vice-campeão do Campeonato Mineiro de 2009 e o bronze do Desafio Globo Minas; também disputou a Superliga Brasileira A 2009-10 finalizando na sétima posição.
Permaneceu por mais uma temporada pelo Vivo/Minas disputando o Duelo dos Supercampeões, foi  vice-campeão do Campeonato Mineiro de 2010 e disputou a correspondente Superliga Brasileira A 2010-11 alcançando a disputa pelo bronze da competição, quando  encerrou por este clube no quarto lugar.
Renovou com o Vivo/Minas para o período 2011-12 sendo vice-campeão do Campeonato Mineiro de 2011 e disputou a correspondente Superliga Brasileira A finalizando com o bronze nesta edição.
Formou-se em Administração de Empresas, foi estudante da ESPM-Escola Superior de Propaganda e Marketing em 2014 e deixou de ser atleta profissional para atuar em sua formação, fazendo parte de uma empresa de alimentos saudáveis na capital mineira.

## Títulos e resultados
- Campeonato Sul-Americano de Clubes:2009[48]
- Superliga Brasileira A:2006-07[35]
- Superliga Brasileira A:2005-06[31]
- Superliga Brasileira A:2011-12[63]
- Superliga Brasileira A:2008-09[46],2010-11[59]
- Liga Nacional de Voleibol:2004[5]
- Supercopa Mercosul: 2004[6]
- Grand Prix Brasil de Voleibol:2004[5]
- Campeonato Paulista: 2005[27][28], 2006[28]
- Campeonato Paulista: 2008
- Jogos Regionais de São Paulo:2008[43]
- Jogos Abertos do Interior de São Paulo:2005[29]
- Jimi:2007[38]
- Campeonato Paulista:2005[27]
- Campeonato Mineiro:2003[6],2005
- Campeonato Mineiro:2009[49],2010[56],2011[61]
- Desafio Globo Minas:2009>[52]
- Campeonato Brasileiro de Seleções Juvenil (Divisão Especial):2004[15]
- Campeonato Mineiro Infanto-Juvenil:2002[5]

## Premiações individuais
- Melhor Levantador do Campeonato Sul-Americano Infanto-Juvenil de 2002[9]